# AS1
Applicability Statement 1 (AS1) ist ein Standard über einen gesicherten Datentransport per E-Mail unter Ausnutzung des SMTP-Protokolls kombiniert mit einer Empfangsquittung, in der AS-Sprache als Message Disposition Notification (MDN) bezeichnet, mit der der Absender die fristgerechte Zustellung beweisen kann.
Mit AS1 werden meist Nachrichten für Electronic Data Interchange (EDI) übertragen.

## Normen und Standards
Standardisiert ist AS1 als Request for Comments (RFC):
- RFC: <a href='https://datatracker.ietf.org/doc/html/rfc3335' class='extiw' title='rfc:3335'>3335</a> – MIME-based Secure Peer-to-Peer Business Data Interchange over the Internet. September 2002 (englisch).